# 이브라힘 디아키테
이브라힘 디아키테(프랑스어: Ibrahim Diakité, 2003년 10월 31일 ~ )는 기니의 축구 선수로, 현재 리그 1의 랭스에서 수비수로 활약하고 있다. 프랑스 출신으로 기니 축구 국가대표팀에서 뛰고 있다.

## 구단 경력
디아키테는 랭스의 유소년 팀으로 2020년에 리저브 팀으로 데뷔했다. 그는 2021년에 시니어 팀으로 승격했다. 2021년 12월 22일 마르세유와 1-1로 비긴 리그 1에서 랭스와 프로 데뷔 전을 치렀다.
2023년 1월 13일, 디아키테는 오이펜에 의해 2022-23 시즌 잔여 기간 동안 벨기에로 임대되었다.

## 국가대표팀 경력
프랑스에서 태어난 디아키테는 기니 출신이다. 그는 2022년 9월에 여러 차례의 친선 경기를 위해 기니 국가대표팀에 차출되었다. 그는 2022년 9월 27일에 3-1로 패한 코트디부아르와의 친선 경기에서 기니 국가대표팀 데뷔 전을 치렀다.
2023년 12월 23일, 카바 디아와라가 선정한 2023년 아프리카 네이션스컵에 출전할 25명의 기니 선수 명단에 이름을 올렸다.